# Ciência arqueológica

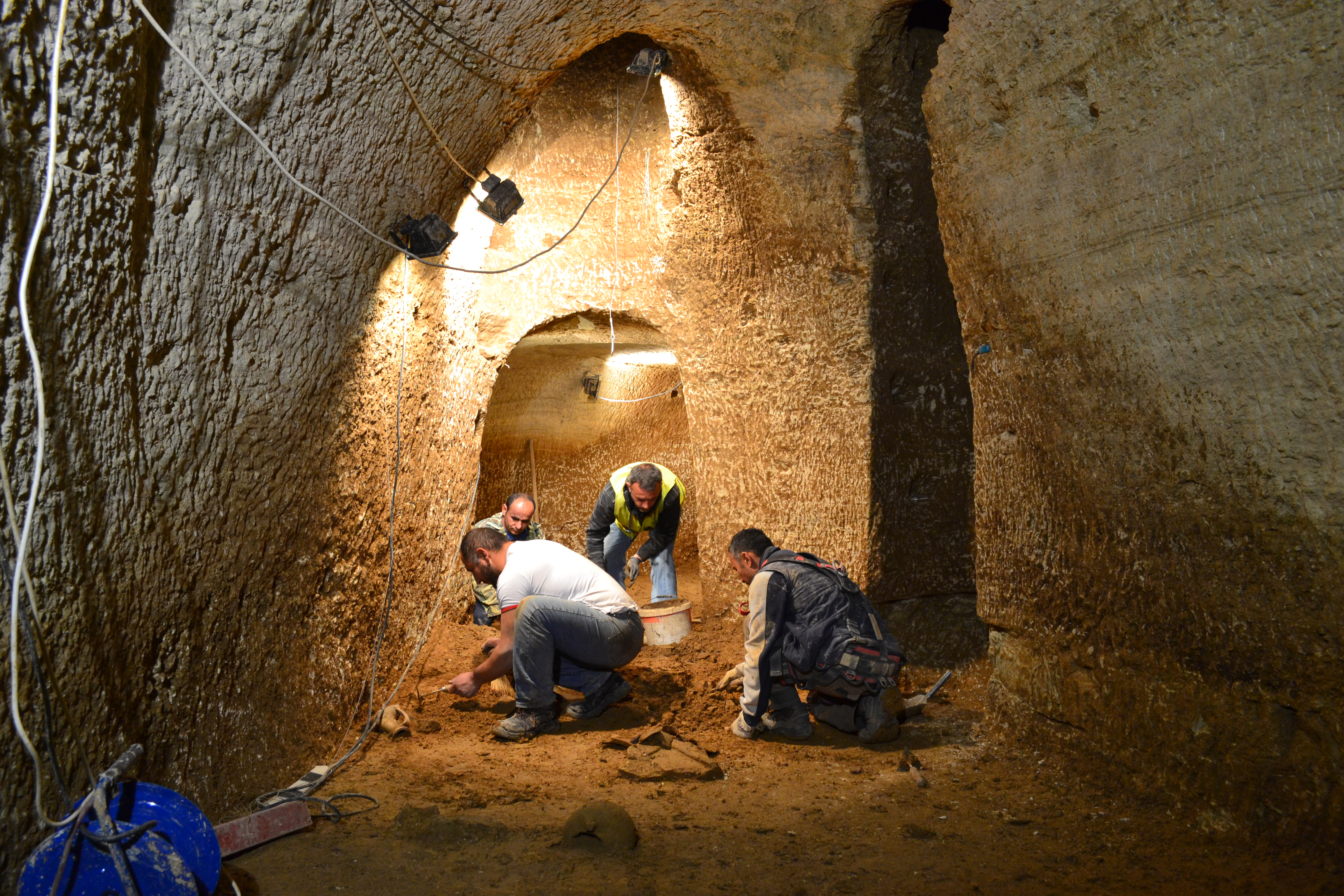
Escavação dentro de uma antiga cisterna

A arqueometria consiste na aplicação de técnicas da física e da química para a análise de materiais arqueológicos, para auxiliar na datação de materiais. Ela está relacionada com as metodologias de arqueologia. Os arqueólogos dependem de muitas técnicas diferentes para localizar e escavar sítios, para estabelecer a idade que os sítios têm, e para analisar os artefatos e vestígios encontrados lá. A combinação de várias técnicas podem ajudar a estabelecer os ambientes em que as pessoas viviam, onde seus pertences viram, suas dietas e mais dados sobre sua vida cotidiana. Os arqueólogos têm um período limitado no passado, e deve aproveitar o máximo de cada pedaço de evidência disponível. A evolução tecnológica em exames de imagem, tais como sensoriamento remoto, permitem localizar possíveis vestígios arqueológicos remotos ou de difícil acesso partes do mundo, e, uma vez localizado, geofísica investigar as estruturas físicas antes da tomada de decisões sobre como escavar-los. A idade de um site normalmente é estabelecida por uma combinação de diferentes métodos de datação, cada um dos quais é apropriado para um ligeiramente diferente faixa etária e, para encontros com diferentes tipos de materiais. 
Outro foco importante é estabelecer os tipos de ambientes e climas em que as pessoas viviam. Uma vez que diferentes espécies preferem diferentes tipos de ambiente, determinando quais as espécies de mamíferos, moluscos, insetos, plantas e pólen ocorrem em um sítio pode nos dizer muito sobre o passado de climas e ambientes. Os ossos também podem ser analisados quimicamente para determinar que tipos de alimentos que as pessoas comiam, e às vezes até mesmo dizer de onde eles vieram. Análises de seqüências de DNA, indicam como e se os indivíduos enterrados perto de um sítio eram relacionados uns aos outros, e às vezes pode até revelar quais as doenças que eles poderiam ter sofrido. Outros tipos de objetos podem também ser analisados. A composição exata de uma pedra e de um metal, por exemplo, pode nos dizer de onde provém a matéria-prima usada para fazer os objetos, e, portanto, obter informação sobre como matérias-primas e objetos foram negociados e trocados no passado. Martinón-Torres e Killick distingue 'arqueologia científica' (como uma epistemologia) de 'ciência arqueológica' (a aplicação de técnicas específicas aos materiais arqueológicos). Martinón-Torres e Killick alegação de que a 'ciência arqueológica', tem promovido o desenvolvimento de uma teoria na arqueologia de alto nível. No entanto, Smith rejeita ambos os conceitos de 'arqueologia científica' e 'ciência arqueológica', porque elas não enfatizam a falsificação  nem a uma busca pela causalidade.
No Reino Unido, o Conselho de Investigação Natural e Ambiental fornece financiamento para arqueometria separado do financiamento fornecido para a arqueologia. No entanto, em quase todos os casos de pesquisa arqueométrica, os cientistas das ciências naturais auxiliam na análise científica de artefatos arqueológicos.

## Tipos de arqueometria
A arqueometria pode ser dividida nas seguintes áreas:
- físicas e químicas, métodos de datação que fornecem os arqueólogos com absoluta e relativa cronologias
- estudos de artefatos
- abordagens ambientais que fornecem informações sobre o passado de características visíveis do plantio de árvores e arbustos, climas, da flora e da fauna, bem como a dieta, a nutrição, a saúde e a patologia de pessoas
- métodos matemáticos para o tratamento dos dados (incluindo métodos com base em computadores )
- sensoriamento remoto e levantamento geofísico de técnicas para recursos de subsolo
- ciências de conservação, envolvendo o estudo dos processos decaimento e o desenvolvimento de novos métodos de conservação

### Técnicas de datação
A arqueometria tem especial valor quando ela pode fornecer datas absolutas para estratos e artefatos arqueológicos. Alguns ds mais importantes técnicas de datação incluem:
- datação por radiocarbono , especialmente para datar materiais orgânicos
- dendrocronologia — para datação árvores; também muito importante para a calibração de datas de radiocarbono
- datação por thermoluminescence — para datação de material inorgânico (incluindo cerâmica)
- luminescência opticamente estimulada (OSL) — para datação absoluta e relativa criação de perfis enterrados em superfícies verticais e seções horizontais estratigráfica na maioria das vezes medindo descarga de fótons de grãos de quartzo dentro de corpos sedimentares (embora esta técnica também pode medir os feldspatos de potássio, complicações causadas pela taxas de dose internamente induzidas, muitas vezes, favorecem a utilização da analisa baseado em quartzo , em aplicações arqueológicas)
- ressonância paramagnética, como (por exemplo) em namoro dentes
- datação por potássio-argônio —  datação  (por exemplo)  de restos fossilizados de hominídeos feitas por associação com sedimentos vulcânicos  (os fósseis em si não são diretamente datados)

### Estudo de artefatos
Outra importante subdisciplina da arqueometria é o estudo de artefatos. Os arqueólogos usaram uma variedade de métodos para analisar artefatos, seja para determinar mais sobre sua composição ou para determinar sua proveniência. Essas técnicas incluem:
- Fluorescência de raio X (XRF)
- Espectrometria de massa por plasma acoplado indutivamente (ICP-MS)
- Análise de ativação de nêutrons (NAA)
- Microscópio eletrônico de varredura (SEM)
- Espectroscopia de degradação induzida por laser (LIBS)

Análise de isótopos de chumbo, estrôncio e oxigênio  também pode testar restos humanos para estimar as dietas e até mesmo os locais de nascimento dos sujeitos do estudo.
A análise de proveniência tem o potencial de determinar a fonte original dos materiais usados, por exemplo, para criar um artefato específico. Isso pode mostrar até que ponto o artefato viajou e pode indicar a existência de sistemas de troca.

## Influência da Arqueometria
A arqueometria influenciou muito a arqueologia moderna. Os arqueólogos podem obter dados e informações adicionais significativas usando essas técnicas, e a arqueometria tem o potencial de revisar a compreensão do passado. Por exemplo, a "segunda revolução do radiocarbono" a  remontou significativamente a pré-história européia na década de 1960, em comparação com a "primeira revolução radiocarbônica "de 1949.

## Localizando Sítios Arqueológicos
A arqueometria é uma ferramenta importante para encontrar potenciais locais de escavação. O uso de sensoriamento remoto permitiu que os arqueólogos identificassem muito mais sítios arqueológicos do que poderiam ter. O uso de fotografia aérea (incluindo imagens de satélite e Lidar)  continua a ser a técnica de sensoriamento remoto mais difundida.. Levantamentos geofísicos baseados em solo geralmente ajudam a identificar e mapear características arqueológicas em locais identificados.